# Tử hình ở Indonesia
Hình phạt tử hình (án tử hình) là một hình thức thi hành án phạt nằm trong hệ thống pháp luật ở Indonesia.  Án tử hình thỉnh thoảng được thi hành đối với các vụ án nghiêm trọng về tội giết người. Bên cạnh đó nó cũng thường xuyên được áp dụng cho tội phạm buôn bán các loại ma túy.

## Lịch sử
Mặc dù hình phạt tử hình đã tồn tại từ khi mới thành lập Cộng hòa Indonesia, nhưng phải đến năm 1973 mới diễn ra án tử hình đầu tiên.
Chính phủ Indonesia không đưa ra số liệu thống kê chi tiết về những người phải đối mặt với án tử hình ở nước này. Trên thực tế, việc tìm kiếm các số liệu chính xác bị ngăn chặn bởi chính sách bảo mật hiện hành của nhà nước đối với hình thức tử hình. Tuy nhiên, người ta cho rằng, tính đến hiện tại (năm 2013?) đã có khoảng 130 người, gồm cả người Indonesia và người mang quốc tịch nước ngoài bị kết án tử hình ở Indonesia. Cứ mỗi năm lại có khoảng 10 án tử hình được phán quyết, tuy nhiên các buổi hành quyết lại hiếm khi diễn ra. Có nhiều tù nhân đã chờ hơn mười năm cho ngày thi hành án. Tính từ 2008 đến 2013, chỉ có bốn án tử được thi hành (cả bốn đều được thi hành vào 2013). Năm 2014 không có án tử nào được thi hành. Vào tháng 1 năm 2015, sáu người (trong đó có một người Hà Lan, 1 người Brazil, một người Việt Nam, một người Malawi và Nigeria) đã bị bắn vì các tội liên quan đến ma túy. Vào tháng 4 năm 2015, tám tù nhân nam, bao gồm một số công dân Nigeria, một công dân Brazil và hai công dân Úc đã bị xử tử, cũng vì buôn bán ma túy. Trong ba năm 2017, 2018 và 2019 không có án tử hình nào được thi hành, đây có thể là kết quả của sự chỉ trích dữ dội và rộng khắp từ quốc tế mà chính phủ Indonesia phải đối mặt để thực hiện các vụ hành quyết cuối cùng. Tổng thống Jokowi sau đó tuyên bố rằng ông hiện đang xem xét cho việc chính thức cấm thi hành án tử hình. Indonesia được ghi nhận là "một nước ủng hộ mạnh mẽ việc chống lại án tử hình đối với công dân nước ngoài."

## Quá trình thi hành
Các tù nhân thường bị giam ở tù một thời gian dài trước khi bản án của họ được thực hiện. Thông thường, đơn kháng cáo của họ sẽ được quyết định thông qua tòa án xét xử, hai phiên tòa phúc thẩm và dưới sự xem xét khoan hồng của Tổng thống Indonesia.
Các tù nhân và gia đình của họ được thông báo trước 72 giờ về việc xử tử. Họ thường sẽ được chuyển đến đảo Nusa Kambangan. Họ thức dậy vào giữa đêm rồi được đưa đến một địa điểm xa xôi (địa điểm không được tiết lộ) và bị xử bắn. Quy trình này vẫn duy trì từ năm 1964 đến nay.
Tù nhân được phép đưa ra yêu cầu cuối cùng của họ, được công tố viên cho phép nếu yêu cầu khả thi và không cản trở quá trình xử tử.
Tù nhân sẽ bị bịt mắt và dẫn đến một sân cỏ, nơi họ được chọn giữa ngồi hoặc đứng. Những người lính có vũ trang sẽ bắn vào tù nhân trong phạm vi năm đến mười mét, nhắm vào tim. Chỉ có ba viên đạn lửa, còn lại là viên đạn thường. Nếu tù nhân vẫn sống sót sau khi bắn, người chỉ huy sẽ trực tiếp bắn vào đầu họ. Các bước trên được lặp lại cho đến khi bác sĩ xác nhận không còn dấu hiệu sự sống của tù nhân.

## Hiến pháp
Năm 2007, Tòa án Hiến pháp Indonesia (Mahkamah Konstitusi Republik Indonesia) quyết định giữ nguyên hiến pháp về án tử hình đối với các vụ án ma túy, với số phiếu ủng hộ là 6-3. Quyết định được đưa ra sau khi xảy ra vụ án mà các tù nhân bị kết án tử hình vì ma túy, gồm: một số người của Nine Nine, một nhóm các công dân Úc bị kết án tù và án tử hình vì buôn bán ma túy ở Bali vào năm 2005.

## Quy định theo luật định
Sau đây là danh sách các tội danh phạm hình sự có mức án tử hình theo luật hiện hành ở Indonesia:
- Cố gắng có chủ đích tước quyền tự do của Tổng thống hoặc Phó Tổng thống hoặc khiến ông / bà ấy không thể tiếp tục điều hành (Bộ luật Hình sự Indonesia (Kitab UU Hukum Pidana - KUHP) Art 104)
- Trợ giúp hoặc bảo vệ kẻ thù của Indonesia trong chiến tranh (Art KUHP. 123 & 124)
- Gian lận trong việc giao tài liệu quân sự trong thời chiến (KUHP Art. 127)
- Giết chết nguyên thủ quốc gia (KUHP Art. 140)
- Giết người có dự tính trước (Art KUHP. 340)
- Cướp tài sản hoặc trộm cắp dẫn đến thương tích hoặc tử vong nghiêm trọng (Art KUHP. 365 phần 4)
- Vi phạm bản quyền dẫn đến tử vong (Art KUHP. 444)
- Xúi giục hoặc kích động nổi loạn / bạo loạn chống lại một công ty quốc phòng nhà nước trong thời gian chiến tranh (KUHP)
- Băng đảng có bạo lực dẫn đến tử vong hoặc thương tích nghiêm trọng (KUHP)
- Sở hữu và sử dụng sai vũ khí / chất nổ khác (Luật khẩn cấp số 12/1951)
- Hành vi phạm tội trong các chuyến bay hoặc tấn công cơ sở hạ tầng hàng không (Luật số 4/1976)
- Sản xuất, vận chuyển, nhập khẩu và sở hữu thuốc hướng tâm thần (Luật số 5/1997 về thuốc hướng tâm thần)
- Sản xuất, vận chuyển, nhập khẩu và sở hữu ma túy loại I hoặc loại II vượt quá 5 gram, liên quan đến sản xuất hoặc nhập khẩu vượt quá 1 kg, hoặc liên quan đến vận chuyển hoặc sở hữu/ buôn bán (Luật số 35/2009 về Ma túy)
- Tham nhũng trong "một số trường hợp nhất định", bao gồm hành vi tái phạm, và hành vi tham nhũng trong thời kỳ khẩn cấp / thảm họa quốc gia (Luật số 31/1999 về Tham nhũng)
- Vi phạm nặng nề về quyền con người, bao gồm tội diệt chủng và tội ác chống lại loài người (Luật số 26/2000 về Tòa án Nhân quyền)
- Hành vi khủng bố (Luật số 15/2003 về Kết hợp các hành vi tội phạm khủng bố)
- Gián điệp (Luật số 31 / PNPS / 1964 về năng lượng nguyên tử, Art 22 và 23)
- Tấn công tình dục trẻ em gây ra tử vong, thương tích nghiêm trọng hoặc gây hại nhiều nạn nhân (Luật số 22/2002 được sửa đổi bởi Luật số 17/2016) [15]
- Phát minh cải tiến, sản xuất, thu nhận, chuyển nhượng hoặc sử dụng vũ khí hóa học (Luật số 9 năm 2008 liên quan đến vũ khí hóa học, Điều 14 và 27) [15]

## Thống kê thực hiện
Indonesia đã chấm dứt lệnh giam bốn năm đối với án tử hình trong vụ xử tử Adami Wilson, một công dân của Malaysia, vào ngày 14 tháng 3 năm 2013.
Vào ngày 17 tháng 5 năm 2013, ba tù nhân khác đã bị xử tử tại nhà tù Nusa Kambangan trên một hòn đảo ngoài khơi Java. Cả ba đều bị kết án tử hình vì tội giết người. Suryadi Swabuana đã bị kết án về vụ giết hại một gia đình ở Sumatera (1991); Jurit bin Abdullah và Ibrahim bin Ujang bị kết tội giết người tập thể ở Sekayu, Nam Sumatra (2003).

| Năm  | Tù nhân                                   | Tuổi (Giới tính) | Quóc tịch       | Tội                                        | Vị trí             |
| ---- | ----------------------------------------- | ---------------- | --------------- | ------------------------------------------ | ------------------ |
| 2016 | Freddy Budiman                            | 39 (♂)           | Indonesia       | Buôn lậu ma tuý                            | Surabaya           |
| 2016 | Seck Osmane                               | 38 (♂)           | Senegal/Nigeria | Buôn lậu ma tuý                            |                    |
| 2016 | Humphrey Jefferson Ejike                  | (♂)              | Nigeria         | Buôn lậu ma tuý                            |                    |
| 2016 | Michael Titus Igweh                       | (♂)              | Nigeria         | Buôn lậu ma tuý                            |                    |
| 2015 | Ang Kiem Soei                             | (♂)              | Hà Lan          | Buôn lậu ma tuý                            | Tangerang          |
| 2015 | Marco Archer                              | 53 (♂)           | Brazil          | Buôn lậu ma tuý                            | Jakarta            |
| 2015 | Daniel Enemuo                             | 38 (♂)           | Nigeria         | Buôn lậu ma tuý                            |                    |
| 2015 | Namaona Denis                             | 48 (♂)           | Malawi          | Buôn lậu ma tuý                            |                    |
| 2015 | Rani Andriani                             | 38 (♀)           | Indonesia       | Buôn lậu ma tuý                            | Tangerang          |
| 2015 | Trần Bích Hạnh                            | (♀)              | Việt Nam        | Buôn lậu ma tuý                            |                    |
| 2015 | Martin Anderson                           | (♂)              | Nigeria         | Buôn lậu ma tuý                            |                    |
| 2015 | Raheem Agbaje Salaami                     | (♂)              | Nigeria         | Buôn lậu ma tuý                            |                    |
| 2015 | Sylvester Obiekwe Nwolise                 | (♂)              | Nigeria         | Buôn lậu ma tuý                            |                    |
| 2015 | Okwudili Oyatanze                         | (♂)              | Nigeria         | Buôn lậu ma tuý                            |                    |
| 2015 | Zainal Abidin                             | (♂)              | Indonesia       | Buôn lậu ma tuý                            |                    |
| 2015 | Rodrigo Gularte                           | 42 (♂)           | Brazil          | Buôn lậu ma tuý                            |                    |
| 2015 | Andrew Chan                               | 31 (♂)           | Úc              | Buôn lậu ma tuý                            | Bali               |
| 2015 | Myuran Sukumaran                          | 34 (♂)           | Úc              | Buôn lậu ma tuý                            | Bali               |
| 2013 | Ademi (or Adami or Adam) Wilson alias Abu | (♂)              | Malawi          | Buôn lậu ma tuý                            |                    |
| 2013 | Suryadi Swabuana                          | (♂)              | Indonesia       | Giết người                                 |                    |
| 2013 | Jurit bin Abdullah                        | (♂)              | Indonesia       | Giết người                                 |                    |
| 2013 | Ibrahim bin Ujang                         | (♂)              | Indonesia       | Giết người                                 |                    |
| 2008 | Amrozi bin Nurhasyim                      | (♂)              | Indonesia       | Khủng bố                                   | Bali               |
| 2008 | Imam Samudra                              | (♂)              | Indonesia       | Khủng bố                                   | Bali               |
| 2008 | Huda bin Abdul Haq alias Mukhlas          | (♂)              | Indonesia       | Khủng bố                                   | Bali               |
| 2008 | Rio Alex Bulo alias Rio Martil            | (♂)              | Indonesia       | Giết người                                 |                    |
| 2008 | Tubagus Yusuf Maulana alias Usep          | (♂)              | Indonesia       | Giết người                                 |                    |
| 2008 | Sumiarsih                                 | (♀)              | Indonesia       | Giết người                                 |                    |
| 2008 | Sugeng                                    | (♂)              | Indonesia       | Giết người                                 |                    |
| 2008 | Ahmad Suradji                             | (♂)              | Indonesia       | Giết người                                 |                    |
| 2008 | Samuel Iwuchukuwu Okoye                   | (♂)              | Nigeria         | Ma tuý                                     |                    |
| 2008 | Hansen Anthony Nwaliosa                   | (♂)              | Nigeria         | Ma tuý                                     |                    |
| 2007 | Ayub Bulubili                             | (♂)              | Indonesia       | Giết người                                 |                    |
| 2006 | Fabianus Tibo                             | (♂)              | Indonesia       | Riot                                       | Poso               |
| 2006 | Marinus Riwu                              | (♂)              | Indonesia       | Riot                                       |                    |
| 2006 | Dominggus Dasilva                         | (♂)              | Indonesia       | Riot                                       |                    |
| 2005 | Astini Sumiasih                           | (♀)              | Indonesia       | Giết người                                 |                    |
| 2005 | Turmudi                                   | (♂)              | Indonesia       | Giết người                                 |                    |
| 2004 | Ayodhya Prasad Chaubey                    | (♂)              | Ấn Độ           | Buôn lậu ma tuý                            | Bắc Sumatra        |
| 2004 | Saelow Prasert                            | (♂)              | Thái Lan        | Buôn lậu ma tuý                            | Bắc Sumatra        |
| 2004 | Namsong Sirilak                           | (♀)              | Thái Lan        | Buôn lậu ma tuý                            | Bắc Sumatra        |
| 2001 | Gerson Pande                              | (♂)              | Indonesia       | Giết người                                 | Đông Nusa Tenggara |
| 2001 | Fredrik Soru                              | (♂)              | Indonesia       | Giết người                                 | Đông Nusa Tenggara |
| 2001 | Dance Soru                                | (♂)              | Indonesia       | Giết người                                 | Đông Nusa Tenggara |
| 1998 | Adi Saputra                               | (♂)              | Indonesia       | Giết người                                 | Bali               |
| 1995 | Chan Tian Chong                           |                  | Indonesia       | Ma tuý                                     |                    |
| 1995 | Karta Cahyadi                             | (♂)              | Indonesia       | Giết người                                 | Trung Java         |
| 1995 | Kacong Laranu                             | (♂)              | Indonesia       | Giết người                                 | Trung Sulawesi     |
| 1992 | Sergeant Adi Saputro                      | (♂)              | Indonesia       | Giết người                                 |                    |
| 1991 | Azhar bin Muhammad                        | (♂)              | Indonesia       | Khủng bố                                   |                    |
| 1990 | Satar Suryanto                            | (♂)              | Indonesia       | Lật đổ (chính trị, trường hợp năm 1965)    |                    |
| 1990 | Yohannes Surono                           | (♂)              | Indonesia       | Lật đổ (chính trị, trường hợp năm 1965)    |                    |
| 1990 | Simon Petrus Soleiman                     | (♂)              | Indonesia       | Lật đổ (chính trị, trường hợp năm 1965)    |                    |
| 1990 | Noor alias Norbertus Rohayan              | (♂)              | Indonesia       | Lật đổ (chính trị, trường hợp năm 1965)    |                    |
| 1989 | Tohong Harahap                            | (♂)              | Indonesia       | Lật đổ (chính trị, trường hợp năm 1965)    |                    |
| 1989 | Mochtar Effendi Sirait                    | (♂)              | Indonesia       | Lật đổ (chính trị, trường hợp năm 1965)    |                    |
| 1988 | Abdullah Umar                             | (♂)              | Indonesia       | Lật đổ (chính trị, Nhà hoạt động Hồi giáo) |                    |
| 1988 | Bambang Sispoyo                           | (♂)              | Indonesia       | Lật đổ (chính trị, Nhà hoạt động Hồi giáo) |                    |
| 1988 | Sukarjo                                   | (♂)              | Indonesia       | Lật đổ (chính trị, trường hợp năm 1965)    |                    |
| 1988 | Giyadi Wignyosuharjo                      | (♂)              | Indonesia       | Lật đổ (chính trị, trường hợp năm 1965)    |                    |
| 1987 | Liong Wie Tong alias Lazarus              | (♂)              | Indonesia       | Giết người                                 |                    |
| 1987 | Tan Tiang Tjoen                           | (♂)              | Indonesia       | Giết người                                 |                    |
| 1987 | Sukarman                                  | (♂)              | Indonesia       | Lật đổ (chính trị, trường hợp năm 1965)    |                    |

### Người nước ngoài
Những người bị kết án tử hình cũng bao gồm các công dân nước ngoài, trừ những người đã bị kết án về các tội liên quan đến ma túy. Những tù nhân nước ngoài này đến từ 18 quốc gia: Úc, Brazil, Trung Quốc, Pháp, Ghana, Ấn Độ, Iran, Malawi, Malaysia, Hà Lan, Nigeria, Pakistan, Philippines, Senegal, Sierra Leone, Vương quốc Anh, Hoa Kỳ, Việt Nam và Zimbabwe.  